# William Gilbert
William Gilbert (sau Gilberd) (n. 24 mai 1544, Colchester, Anglia, Regatul Unit – d. 30 noiembrie 1603, Londra, Regatul Angliei) a fost un fizician, medic și filozof englez, cunoscut mai ales pentru contribuțiile sale de pionierat în domeniile electricității și magnetismului.

## Contribuții
Cea mai valoroasă lucrare a sa a fost De Magnete, Magneticisque Corporibus, et de Magno Magnete Tellure ("Despre magnet, corpuri magnetice și Pământul ca mare magnet").
Aici susține faptul că Pământul este un magnet uriaș, explicând astfel mecanismul funcționării busolei.
Gilbert este primul care utilizează termenul de electricitate, preluat din latinul electricus, care însemna "asemeni chihlimbarului".
Termenul a fost preluat și popularizat de Sir Thomas Browne în lucrările sale științifice.
Una dintre marile realizări ale savantului este inventarea primului instrument de măsură electric, electrometrul.